# Roma, văzută dinspre Vatican
Roma, văzută dinspre Vatican este o pictură în ulei pe pânză a pictorului englez J. M. W. Turner, realizată în 1820. Turner a pictat-o în urma unei lungi călătorii în Italia și a expus-o la Royal Academy Summer Exhibition⁠(d) de la Somerset House. Pictura comemorează cea de-a trei suta aniversare a morții pictorului renascentist Rafael. Rafael este înfățișat în logiile Vaticanului⁠(d), în compania lui La Fornarina, cu vedere spre orașul Roma. Titlul său mai lung este Roma, văzută dinspre Vatican. Raffaelle, însoțit de La Fornarina, pregătindu-și tablourile pentru decorarea logiei.
Turner efectuase recent o vizită îndelungată în Italia și făcuse numeroase schițe în jurul Romei. A pictat lucrarea în opt până la zece săptămâni după ce s-a întors la Londra, la timp pentru a o expune la Royal Academy. A ales să adauge coloanele lui Bernini din Piața Sfântul Petru, deși acestea nu au fost construite până în secolul al XVII-lea. În jurul artistului sunt prezentate câteva dintre capodoperele sale.
Aceasta a făcut parte din Turner Bequest în 1856 și se află acum în colecția Tate Britain⁠(d).